# Stazione di Termini Imerese
La stazione di Termini Imerese è una stazione ferroviaria posta sulle linee Palermo-Messina, Palermo-Agrigento e Palermo-Catania a servizio dell'omonima città e dei comuni del circondario.

## Strutture e impianti
La stazione è dotata di quattro binari di circolazione atti al servizio viaggiatori collegati da sottopasso e raggiungibili dai disabili visivi e motori grazie a rampe, ascensori e percorsi tattili. L'impianto è impresenziato e telecomando dal DCO di Palermo Centrale.

## Movimento
Fermano a Termini Imerese tutti i treni dei servizi regionali, regionali veloci e InterCity operati da Trenitalia. La stazione costituisce, inoltre, il capolinea dei treni regionali della relazione Termini Imerese-Palermo e il punto di interscambio per i viaggiatori delle relazioni Palermo-Messina, Palermo-Agrigento, Palermo-Caltanissetta e Palermo-Catania. Gli InterCity che vi effettuano fermate sono cinque: quattro InterCity per Roma Termini (due diurni e due notturni) e un InterCity notte per Milano Centrale; inoltre la stazione è servita da treni regionali veloci (solo la domenica, nel periodo estivo) provenienti dalla stazione di Cefalù e diretti a Palermo Aeroporto (e viceversa). 
Le principali destinazioni sono Agrigento Centrale, Catania Centrale, Siracusa, Messina Centrale, Cefalù, Campofelice, Sant'Agata di Militello, Palermo Centrale, Palermo Aeroporto, Roma Termini, Milano Centrale.

## Storia
La stazione fu attivata nel 1866, contemporaneamente all'apertura della tratta da Trabia della linea Palermo-Agrigento, prolungata verso Cerda tre anni dopo.

## Servizi
La stazione, ristrutturata nel 2020 e classificata come "Silver", dispone di:
- Biglietteria
- Biglietteria automatica
- Sala d'attesa
- Servizi igienici
- Annuncio sonoro treni in arrivo, in partenza e in transito
- Sottopassaggio pedonale
- Ascensori
- Edicola

## Interscambi
- Fermata autobus urbani ed extraurbani
- Stazione taxi